# ゴールデンボーイ賞
ゴールデンボーイ賞（ゴールデンボーイしょう、伊: European Golden Boy）は、イタリアのスポーツ専門誌である『トゥットスポルト』が主催する、ヨーロッパの最優秀若手サッカー選手に贈られる賞である。

## 概要
ヨーロッパのクラブでプレーする、最も活躍した21歳以下の選手に贈られる賞である。

## 受賞者
| 年度 | 選手                                 | 所属クラブ                   | 出典   |
| ---- | ------------------------------------ | ---------------------------- | ------ |
| 2003 | ラファエル・ファン・デル・ファールト | アヤックス                   | [ 1 ]  |
| 2004 | ウェイン・ルーニー                   | マンチェスター・ユナイテッド | [ 1 ]  |
| 2005 | リオネル・メッシ                     | バルセロナ                   | [ 1 ]  |
| 2006 | セスク・ファブレガス                 | アーセナル                   | [ 1 ]  |
| 2007 | セルヒオ・アグエロ                   | アトレティコ・マドリード     | [ 1 ]  |
| 2008 | アンデルソン                         | マンチェスター・ユナイテッド | [ 2 ]  |
| 2009 | アレシャンドレ・パト                 | ACミラン                     | [ 3 ]  |
| 2010 | マリオ・バロテッリ                   | マンチェスター・シティ       | [ 4 ]  |
| 2011 | マリオ・ゲッツェ                     | ドルトムント                 | [ 5 ]  |
| 2012 | イスコ                               | マラガ                       | [ 6 ]  |
| 2013 | ポール・ポグバ                       | ユヴェントス                 | [ 7 ]  |
| 2014 | ラヒーム・スターリング               | リヴァプール                 | [ 8 ]  |
| 2015 | アントニー・マルシャル               | マンチェスター・ユナイテッド | [ 9 ]  |
| 2016 | レナト・サンチェス                   | バイエルン・ミュンヘン       | [ 10 ] |
| 2017 | キリアン・エムバペ                   | パリ・サンジェルマン         | [ 11 ] |
| 2018 | マタイス・デ・リフト                 | アヤックス                   |        |
| 2019 | ジョアン・フェリックス               | アトレティコ・マドリード     | [ 12 ] |
| 2020 | アーリング・ハーランド               | ボルシア・ドルトムント       | [ 13 ] |
| 2021 | ペドリ                               | バルセロナ                   |        |
| 2022 | ガビ                                 | バルセロナ                   |        |
| 2023 | ジュード・ベリンガム                 | レアル・マドリード           |        |
| 2024 | ラミン・ヤマル                       | バルセロナ                   |        |